# Camponotus ogasawarensis
Camponotus ogasawarensis är en myrart som beskrevs av Mamoru Terayama och Satoh 1990. Camponotus ogasawarensis ingår i släktet hästmyror, och familjen myror. Inga underarter finns listade.